# سردار، بارتین
سردار (به ترکی استانبولی: Serdar) یک منطقهٔ مسکونی در ترکیه است که در بارتین واقع شده‌است. سردار ۵۷۷ نفر جمعیت دارد.